# Sous-famille de protéines
Pour les articles homonymes, voir Sous-famille.
La sous-famille de protéines est un niveau de classification des protéines, portant essentiellement sur leurs structures tridimensionnelles. 
Une famille de protéines dans la base de données de classification des protéines SCOP (en) (Structural Classification of Proteins) regroupe des protéines ayant des caractéristiques structurales et fonctionnelles voisines.
Une sous-famille de protéines repose sur des critères plus stricts, à savoir de semblables interactions d’interface et de semblables interactions avec des partenaires.